# Trupanea viciniformis
Trupanea viciniformis är en tvåvingeart som beskrevs av Foote 1987. Trupanea viciniformis ingår i släktet Trupanea och familjen borrflugor. Inga underarter finns listade i Catalogue of Life.